# Sid Terris
Sydney „Sid“ Terris (* 7. September 1904; † 30. Dezember 1974) war ein US-amerikanischer Boxer im Leicht- und Bantamgewicht.

## Leben
Als Amateur bestritt Terris insgesamt 50 Kämpfe, die er alle gewinnen konnte. Im Jahr 1922 gewann er die New York state, New York City, national and international amateur lightweight championships. Im Bantamgewicht konnte er unter anderem Champion bei der Organisation Amateur Athletic Union (kurz AAU) werden.
Obwohl er bei den Profis nie um den Weltmeistertitel boxte, hatte er erfolgreiche Profikarriere.
Terris starb im Jahre 1974.
Terris fand im Jahre 2018  Aufnahme in die International Boxing Hall of Fame (IBHOF) in der Kategorie „Old Timers“.